# Latirina
La latirina es un aminoácido no proteínico alcaloidal aislado de leguminosas del género Lathyrus, especialmente el Lathyrus tingitanus. Su biosíntesis parte de la 2-amino-4-carboxipirimidina y L-serina.  

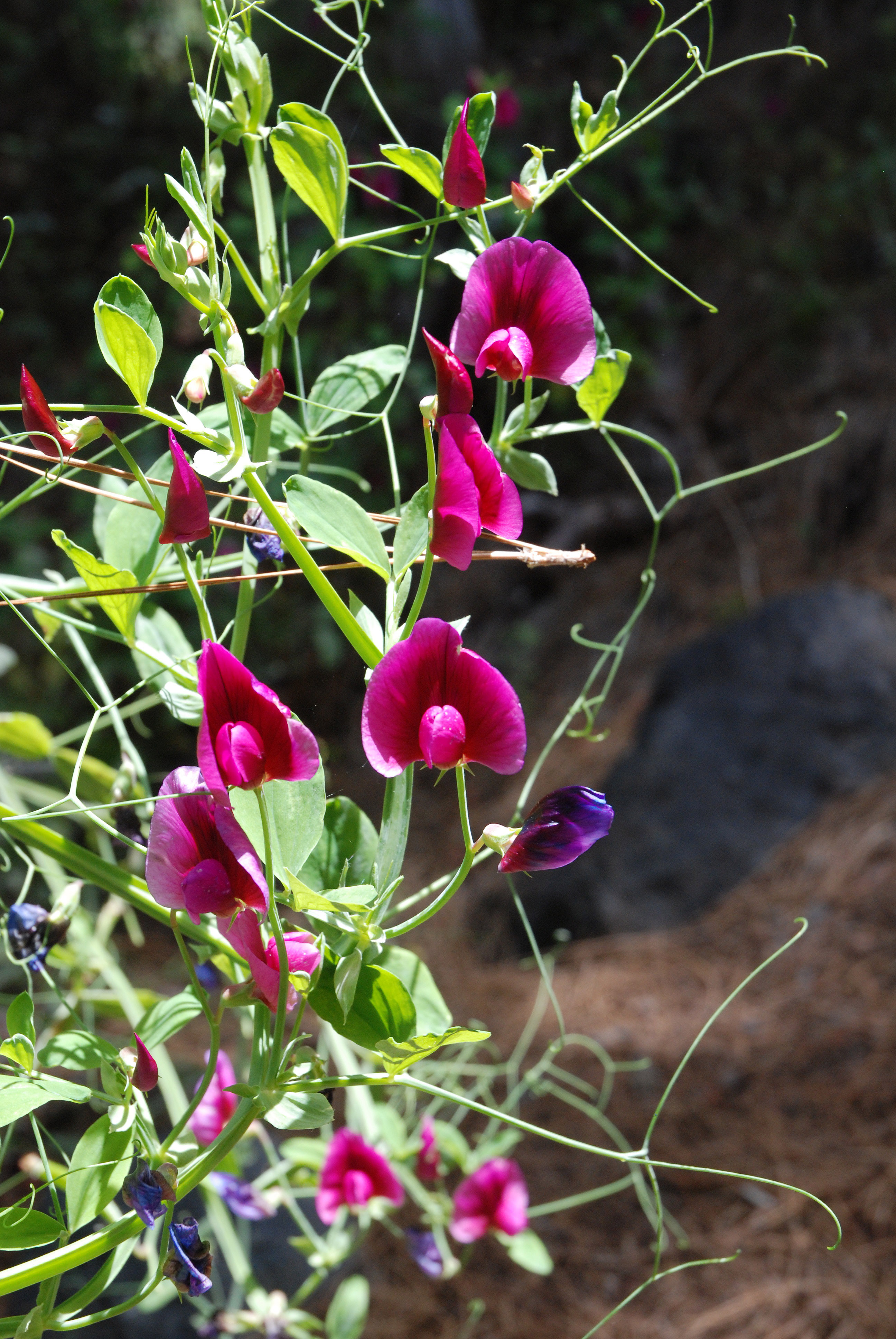
Lathyrus tingitanus